# Max Britzelmayr
Max Britzelmayr (Augsburgo, 7 de janeiro de 1839 - Augsburgo, 6 de dezembro de 1909) foi um micologista alemão. Sua abreviatura para descrição de espécies é "Britzelm.".

## Biografia
Filho de um professor, Max Britzelmayr estudou no seminário de Lauingen e se formou em 1859. Em 1865 assumiu o cargo de professor e administrador de distrito escolar em sua cidade natal, Augsburgo. Em 1899 ele se aposentou por motivos de saúde.

## Área de pesquisa
Britzelmayr se tornou notável por seu trabalho com o grupo de fungos Hymenomycetes. Também descreveu diversas outras espécies de cogumelos.

## Publicações selecionadas
- Dermini und Melanospori aus Südbayern, 1883
- Hymenomyceten aus Südbayern, 1894
- Zur Hymenomyceten-Kunde, 1895
- Materialien zur Beschreibung der Hymenomyceten, 1897